# Ла-Грейндж (Міссурі)
Ла-Грейндж (англ. La Grange) — місто (англ. city) в США, в окрузі Люїс штату Міссурі. Населення — 825 осіб (2020).

## Географія
Ла-Грейндж розташована за координатами 40°2′49″ пн. ш. 91°30′8″ зх. д. / 40.04694° пн. ш. 91.50222° зх. д. (40.046851, -91.502290).  За даними Бюро перепису населення США в 2010 році місто мало площу 4,81 км², з яких 4,03 км² — суходіл та 0,78 км² — водойми.

## Демографія
Згідно з переписом 2010 року, у місті мешкала 931 особа в 403 домогосподарствах у складі 257 родин. Густота населення становила 194 особи/км².  Було 461 помешкання (96/км²).
Расовий склад населення:
| - 86,6 % — білих - 9,7 % — чорних або афроамериканців - 0,3 % — корінних американців - 0,1 % — азіатів |

До двох чи більше рас належало 3,1 %. Частка іспаномовних становила 0,9 % від усіх жителів.
За віковим діапазоном населення розподілялося таким чином: 24,3 % — особи молодші 18 років, 60,6 % — особи у віці 18—64 років, 15,1 % — особи у віці 65 років та старші. Медіана віку мешканця становила 39,1 року. На 100 осіб жіночої статі у місті припадало 93,2 чоловіків;  на 100 жінок у віці від 18 років та старших — 88,5 чоловіків також старших 18 років.
Середній дохід на одне домашнє господарство  становив 47 658 доларів США (медіана — 48 750), а середній дохід на одну сім'ю — 52 216 доларів (медіана — 55 344). За межею бідності перебувало 18,8 % осіб, у тому числі 27,7 % дітей у віці до 18 років та 17,0 % осіб у віці 65 років та старших.
Цивільне працевлаштоване населення становило 481 осіб. Основні галузі зайнятості: освіта, охорона здоров'я та соціальна допомога — 20,8 %, транспорт — 17,7 %, виробництво — 13,1 %, мистецтво, розваги та відпочинок — 12,9 %.